# NII Holdings, Inc.
A NII Holdings, Inc. foi uma empresa de capital aberto sediada em Reston, Virgínia, Estados Unidos, é uma operadora na área de serviços de telefonia móvel para clientes pessoa física e jurídica no Brasil. A NII Holdings, que opera sob a marca Nextel no Brasil, oferece serviços de telefonia sem fio totalmente integrados com serviços de transmissão de dados, acesso à internet e a Conexão Direta Nextel® e Conexão Direta Internacional, que permite a comunicação via rádio digital entre os usuários Nextel. A NII Holdings figura nas listas Fortune 500 e Barron's 500 e foi eleita uma das melhores multinacionais para trabalhar da América Latina, pelo Instituto Great Place to Work®.  A NII negocia suas ações na NASDAQ sob o símbolo NIHD.  Desde o dia 31 de março de 2012 a NII tem 10,9 milhões de assinantes.

## História
A NII Holdings Inc. foi fundada em 1997 como a unidade internacional de negócios da Nextel Communications Inc. Após a abertura das operações em São Paulo, Brasil, em 1997, a empresa expandiu para Buenos Aires (Argentina), Cidade do México (México), Santiago (Chile) e Lima (Peru). Em 2002, a companhia abriu cotas na bolsa de valores e mudou sua denominação para NII Holdings, Inc. Em 2003, começou a negociar suas ações na bolsa de valores eletrônica sob o símbolo NIHD. Em 2009, a NII começou a expandir seus serviços na América Latina com o lançamento de sua rede 3G no Peru, oferecendo serviços de banda larga móvel. No mesmo ano, a NII adquiriu licenças para rede 3G no Chile e em 2010, para redes 3G no México e no Brasil. Em 2011 a companhia lançou no Peru o serviço "Push-to-Talk" (PTT) integrado ao 3G. A NII planeja iniciar a comercialização de serviços 3G no Chile, no Brasil e no México em 2012.
Em setembro de 2011, a NII Holdings lançou sua nova marca com padronização da identidade visual para a Nextel na Argentina, Brasil, Chile, México e Peru. Além disso, a Nextel apresentou um novo slogan: “Seu mundo. Agora” (ou “Your world. Now”, em inglês e “Tu mundo. Ahora”, em espanhol).

## Filiais

### Nextel Argentina
Com sede em Buenos Aires, a Nextel Argentina começou a operar em 1998. A cobertura da Nextel na Argentina se estende para as seguintes áreas: Bahía Blanca, Buenos Aires, Córdoba, Costa Atlántica, Mendoza, Rosario, San Juan, San Luis e Santa Fe. Também conta com cobertura nas seguintes localidades da província de Buenos Aires: Azul, Balcarce, Chacabuco, Chivilcoy, Junín, Olavarría, Pergamino, Rojas e Tandil.
Em 2011, a revista Apertura classificou a Nextel Argentina entre as "100 Principais empresas da Argentina". Em 2009, a companhia ganhou pela segunda vez o Prêmio Nacional de Qualidade (ganhou o anterior em 2004). A Nextel Argentina é a única companhia de serviços que recebeu duas vezes esse reconhecimento.

### Nextel Brasil
Sediada em São Paulo, a Nextel Brasil iniciou suas operações em 1997. A cobertura da companhia se estende até as cidades: Bauru, Belo Horizonte, Brasília, Campinas, Campos, Caxias do Sul, Curitiba, Divinópolis, Feira de Santana, Florianópolis, Fortaleza, Goiânia, Ilhéus, Joinville, Londrina, Maringá, Ponta Grossa, Porto Alegre, Recife, Ribeirão Preto, Rio de Janeiro, Salvador, Santos, São José do Rio Preto, São José dos Campos, São Paulo, Sorocaba, Uberaba, Uberlândia, Vitória e Volta Redonda.
Em 2011, a Nextel Brasil foi escolhida pelo sexto ano consecutivo pela revista Você S/A como uma das "Melhores empresas para trabalhar”. A empresa também foi nomeada a "Empresa mais inovadora do ano na América do Sul" no prêmio International Business Awards 2011.
Em 2010, a Nextel Brasil foi reconhecida como “Uma das marcas mais confiáveis no setor de telecomunicações” no Brasil pela Pesquisa Info de Marcas da revista Info Exame. Nextel ficou em primeiro lugar em telefonia móvel e atendimento ao cliente.
A companhia também conquistou destaque regionalmente quando a Nextel Brasil foi reconhecida como uma das cinco principais empresas no atendimento ao cliente em 2009, de acordo com a revista Exame/IBRC (Instituto Brasileiro de relacionamentos com Clientes). A companhia também foi eleita pelos leitores da revista Info Exame como a marca do ano na categoria Telefones Móveis em 2010.

### Nextel Chile
Com sede em Santiago, a Nextel Chile iniciou suas operações no ano 2000. A companhia tem seus serviços disponíveis em Antofagasta, Concepción, Los Andes, Rancagua, San Antonio, San Felipe, Santiago (área metropolitana), Valparaíso e Viña del Mar.
A Nextel Chile foi reconhecida por dois anos consecutivos como uma das "35 melhores empresas do Chile" pelo Instituto Great Places to Work e pela revista Estratégia como a "Empresa mais inovadora do ano”.

### Nextel México
Com sede na Cidade do México, a Nextel México começou suas operações em agosto de 1998. A cobertura da Nextel México se estende para as seguintes cidades: Acapulco, Agua Prieta, Aguascalientes, Apizaco, Campeche, Cancún, Celaya, Chetumal, Chihuahua, Chilpancingo, Ciudad Juárez, Ciudad Obregón, Coatzacoalcos, Colima, Comalcalco, Córdoba, Cozumel, Cuautla, Cuernavaca, Culiacán, Durango, Ensenada, Fresnillo, Guadalajara, Guanajuato, Guasave, Guaymas, Hermosillo, Imuris, Irapuato, Jalostotitlán, La Paz, La Piedad, Lagos de Moreno, León, Los Cabos, Los Mochis, Magdalena de Kino, Matamoros, Mazatlan, Merida, Mexicali, Ciudad de México (Distrito Federal), Minatitlán, Monterrey, Morelia, Navojoa, Nogales, Nuevo Laredo, Orizaba, Pachuca, Patzcuaro, Poza Rica, Puebla, Puerto Vallarta, Queretaro, Reynosa, Rosarito, Salamanca, Saltillo, San Juan del Río, San Luis Potosí, San Luis Río Colorado, Santa Ana, Tampico, Tepatitlán de Morelos, Tepic, Tijuana, Tlaxcala, Toluca, Torreón, Tulancingo, Uruapán, Veracruz, Villahermosa e Zacatecas.
Em 2011, a Latin Business Chronicle nomeou a Nextel México entre as "500 maiores empresas da América Latina" e as "50 principais empresas de tecnologia da América Latina".
Em 2010, a companhia figurou no ranking "Super Empresas" da revista Expansión. A Nextel México também foi classificada pelo segundo ano consecutivo como uma das “10 melhores operadoras de telecomunicações da América Latina” pela revista Frecuencia, além de configurar entre as “100 principais empresas multinacionais do México” pela revista Expansión. A companhia foi reconhecida pelo terceiro ano consecutivo como uma “Empresa socialmente responsável” pelo Centro Mexicano de Filantropia e AliaRSE (Aliança pela Responsabilidade Social Empresarial) por sua aliança com a UNICEF, “Muito Mais pelas Crianças”.

### Nextel Peru
Sediada em Lima, a Nextel Peru começou suas operações em dezembro de 1998. Em 2009, a NII e a Nextel Peru lançaram seu primeiro serviço 3G – Internet Nextel. A implementação das redes foi realizada com a Huawei. A Nextel Peru lançou o serviço Push-to-Talk em sua rede 3G em setembro de 2011. A Nextel Peru opera em Arequipa, Callao, Chimbote, Cusco, Ica, Lambayeque, Lima, Moquegua, Piura, Puno, Tacna, Trujillo e Tumbes, dentre outras cidades. A cobertura da Nextel abrange 82% da população do Peru.
Em 2011, a Nextel Peru foi reconhecida pelo Instituto Great Place to Work como a "Melhor empresa para trabalhar com mais de 1.000 colaboradores" e também foi classificada pelo INMARK em primeiro lugar entre as operadoras com maior foco nos setores de pequenas, médias e grandes empresas do Peru. 
Em outubro de 2010, a Nextel Peru ocupou o primeiro lugar no "Reputation Pulse 2010 - Peru", um ranking de reputação corporativa das principais empresas peruanas de telecomunicações.

## Tecnologia
A NII utiliza a tecnologia iDEN® (integrated Digital Enhanced Network), desenvolvida pela Motorola, que fornece comunicações confiáveis e de alta qualidade. A NII também utiliza o Conexão Direta  - um serviço de rádio digital de duas vias - e o Conexão Direta Internacional℠, uma extensão do Conexão Direta® que permite aos assinantes se comunicarem instantaneamente dentro da América Latina e também com usuários da Sprint Nextel nos Estados Unidos.